# Twilight (banda sonora)
Twilight: Original Motion Picture Soundtrack es la banda sonora de la película Crepúsculo basada en la exitosa novela homónima de Stephenie Meyer.
Ésta incluye una selección de temas con canciones inéditas de bandas como Paramore, Perry Farrell (Jane's Addiction), Rob Pattinson, etc… y éxitos de grupos como Muse, Linkin Park, Collective Soul, entre otros. 
Todos los temas aparecen a lo largo de la película.
Los temas para New Moon ya están confirmados.

## Lista de canciones
- Edición estándar

| Twilightː Original Motion Picture Soundtrack |                                      |                  |          |  |
| N.º                                          | Título                               | Intérprete (s)   | Duración |  |
| 1.                                           | «Supermassive Black Hole»            | Muse             | 3:31     |  |
| 2.                                           | «Decode»                             | Paramore         | 4:21     |  |
| 3.                                           | «Full Moon»                          | The Black Ghosts | 3:50     |  |
| 4.                                           | «Leave Out All The Rest»             | Linkin Park      | 3:19     |  |
| 5.                                           | «Spotlight» (Twilight Mix)           | Mute Math        | 3:20     |  |
| 6.                                           | «Go All the Way» (Into the Twilight) | Perry Farrell    | 3:27     |  |
| 7.                                           | «Tremble for My Beloved»             | Collective Soul  | 3:53     |  |
| 8.                                           | «I Caught Myself»                    | Paramore         | 3:55     |  |
| 9.                                           | «Eyes on Fire»                       | Blue Foundation  | 5:01     |  |
| 10.                                          | «Never Think»                        | Robert Pattinson | 4:30     |  |
| 11.                                          | «Flightless Bird, American Mouth»    | Iron & Wine      | 4:02     |  |
| 12.                                          | «Bella's Lullaby»                    | Carter Burwell   | 2:20     |  |
| 13.                                          | «15 Step»                            | Radiohead        | 3:57     |  |

- iTunes Digital Album

| Twilightː Original Motion Picture Soundtrack (iTunes) |                 |                                                                                 |          |  |
| N.º                                                   | Título          | Intérprete (s)                                                                  | Duración |  |
| 14.                                                   | «Let Me Sign"»  | Robert Pattinson                                                                |          |  |
| 15.                                                   | «La Traviata»   | compuesta por Giuseppe Verdi, interpretada por The Royal Philharmonic Orchestra |          |  |
| 16.                                                   | «Clair de Lune» | compuesta por Claude Debussy, interpretada por The APM Orchestra                |          |  |

- Deluxe Edition

| Twilightː Original Motion Picture Soundtrack (Deluxe edition CD/DVD) |                                            |                  |          |  |
| N.º                                                                  | Título                                     | Intérprete (s)   | Duración |  |
| 14.                                                                  | «Love Is Worth the Fall»                   | O.A.R.           | 3:38     |  |
| 15.                                                                  | «Decode» (acoustic version)                | Paramore         | 4:27     |  |
| 16.                                                                  | «Flightless Bird, American Mouth» (live)   | Iron & Wine)     | 4:13     |  |
| 17.                                                                  | «Spotlight» (Son Lux Remix)                | Mute Math)       | 3:27     |  |
| 18.                                                                  | «Full Moon» (Appleblim & Komonazmuk Remix) | The Black Ghosts | 4:53     |  |

1. ↑  La primera canción de los créditos finales, "15 Step" (3:59) de Radiohead, no se publicó en la BSO

## Posicionamiento
| Listas (2008)                             | Posición |
| ----------------------------------------- | -------- |
| U.S. Billboard 200                        | 1        |
| Argentine Albums Chart                    | 5        |
| U.S. Billboard Top Rock Albums            | 1        |
| Canadian Albums Chart                     | 4        |
| Mexican AMPROFON Albums Chart             | 5        |
| Mexican Top 20 International Albums Chart | 2        |
| Australian ARIA Albums Chart              | 2        |
| New Zealand RIANZ Albums Chart            | 1        |
| French Top 200 Albums Chart               | 4        |
| German Top 100 Albums Chart               | 6        |
| Greek Top 50 Albums Chart                 | 1        |
| Swiss Top 100 Albums Chart                | 12       |
| Austrian Top 75 Albums Chart              | 4        |
| Finnish Top 40 Albums Chart               | 14       |
| Spanish PROMUSICAE Albums Chart           | 28       |
| UK Compilation Album Chart                | 9        |